# Onthophagus deterrens
Onthophagus deterrens är en skalbaggsart som beskrevs av Louis Albert Péringuey 1901. Onthophagus deterrens ingår i släktet Onthophagus och familjen bladhorningar. Inga underarter finns listade i Catalogue of Life.